# مادس البيك
مادس البيك (بالدنماركية: Mads Albæk)‏ هو لاعب كرة قدم دنماركي، من مواليد 14 يناير 1990، يلعب في صفوف نادي سوندرييسكه، ولعب مع المنتخب الدنماركي تحت 21 عامًا.

## روابط خارجية
- مادس البيك على موقع اتحاد السويد (السويدية)
- مادس البيك على موقع قاعدة بيانات كرة القدم.إي يو (الإنجليزية)
- مادس البيك على موقع ناشيونال فوتبول تيمز (الإنجليزية)
- مادس البيك على موقع Soccerbase.com (لاعب) (الإنجليزية)
- مادس البيك على موقع Soccerway.com (الإنجليزية)
- مادس البيك على موقع عالم كرة القدم.نت (الإنجليزية)
- مادس البيك على موقع AS.com (الإسبانية)